# Christine Lakin

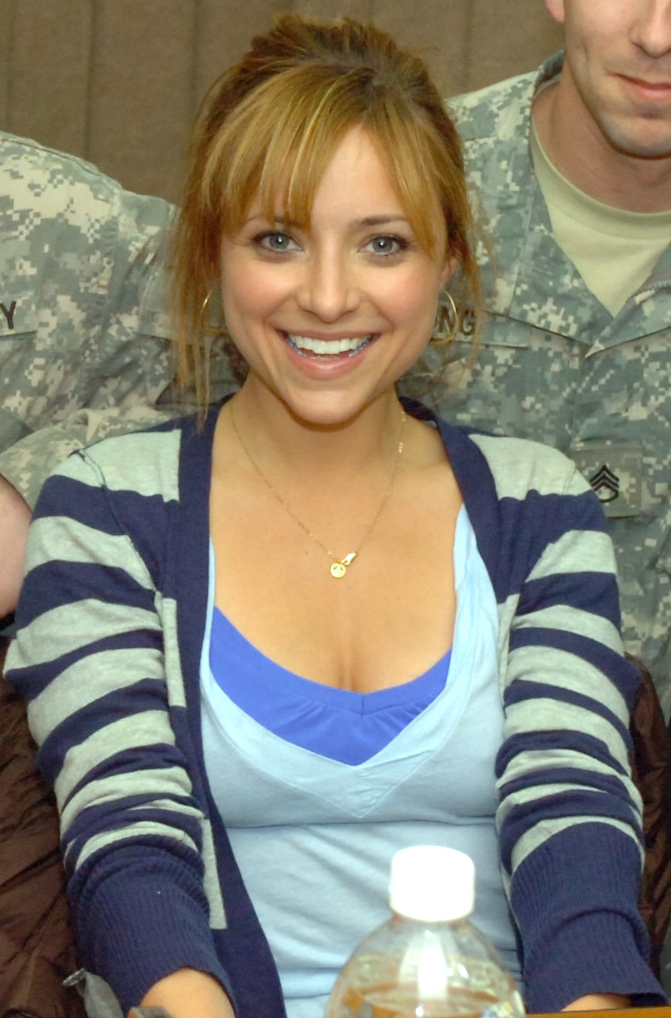
Christine Lakin (2009)

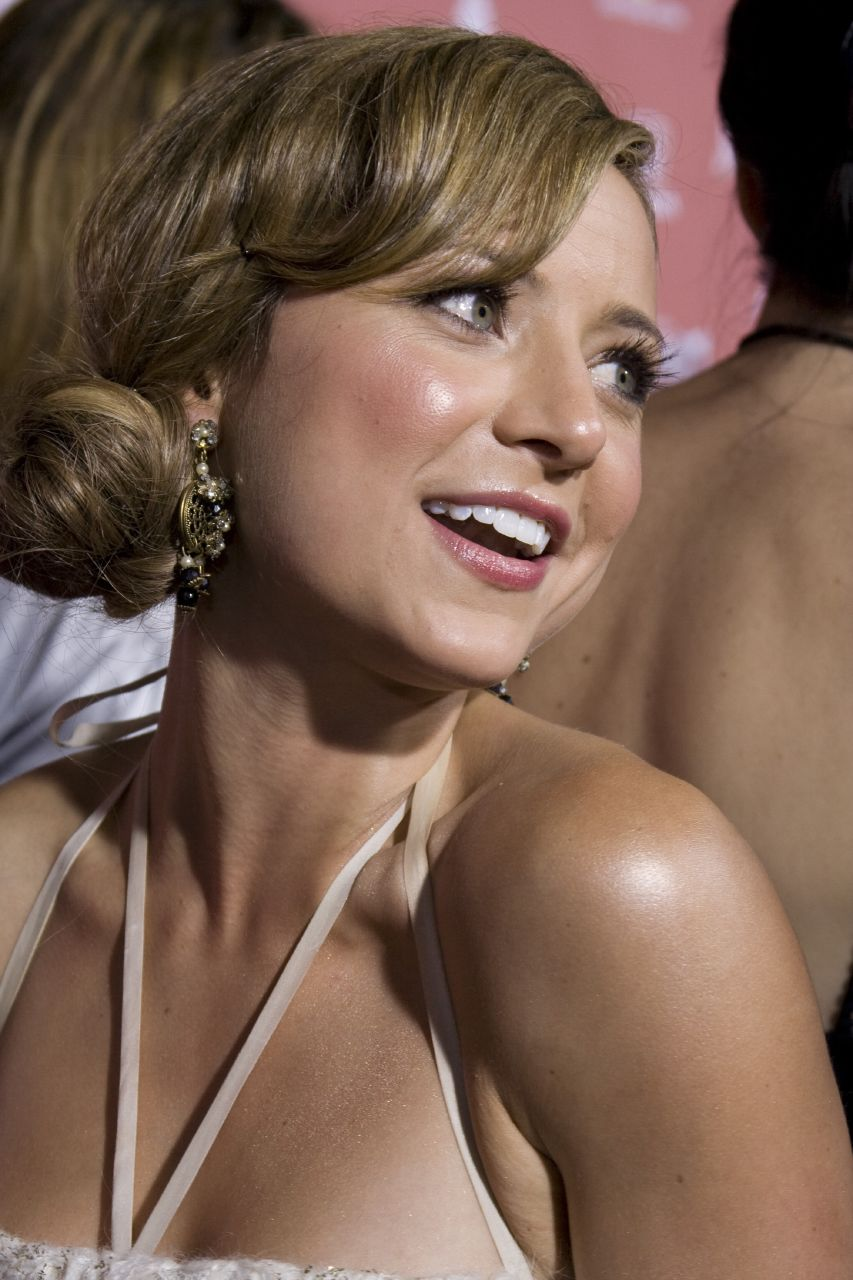
Lakin bei den Scream Awards 2007

Christine Helen Lakin (* 25. Januar 1979 in Dallas) ist eine US-amerikanische Schauspielerin. Bekanntheit erlangte sie vor allem durch die Rolle der Alicia „Al“ Lambert in der Sitcom Eine starke Familie (Originaltitel: Step By Step).

## Biografie
Nach mehreren Umzügen in ihrer Kindheit besuchte Lakin die Highschool in Atlanta, wo sie erste Theatererfahrungen sammelte. Ihre professionelle Schauspielkarriere begann Lakin mit einigen Auftritten in Werbespots, bevor sie in ihrem ersten großen Hit, einem Film über den amerikanischen Bürgerkrieg namens Die Liebe einer Spionin spielte. Dieser Film kam 1990 heraus, ein Jahr bevor sie mit den Dreharbeiten zu Eine starke Familie begann. In der Sitcom spielte sie Alicia „Al“ Lambert, die ungestüme und sich zur Wehr setzende Tochter eines dreifachen Vaters (Patrick Duffy), der eine dreifache Mutter (Suzanne Somers) heiratet. Sie behielt die Rolle bis zur Einstellung der Serie im Jahr 1998 bei.
Nach dem Ende der Serie spielte Lakin in diversen Fernsehspielfilmen mit und absolvierte Gastauftritte in Fernsehserien wie Boston Public oder Veronica Mars. Seit 2002 spielt Lakin verstärkt Theater, zuletzt in der Musicalfassung von Happy Days. Darüber hinaus gehört sie dem Ensemble der MTV-Improvisationscomedy Wild ’N Out an. Abseits ihrer Schauspielkarriere erlangte Lakin im Jahr 2003 an der UCLA einen Bachelor in Kommunikationswissenschaft.

## Privatleben
Christine Lakin ist seit Oktober 2014 mit dem Schauspieler Brandon Breault verheiratet. Im März 2016 wurde ihre Tochter geboren, im September 2018 ihr Sohn.

## Filmografie (Auswahl)
Schauspielerin
- 1990: Die Liebe einer Spionin (The Rose and the Jackal, TV)
- 1991–1998: Eine starke Familie (Step by Step, Fernsehserie, permanente Rolle)
- 1998: Eine himmlische Familie (7th Heaven, Fernsehserie, Gastauftritt)
- 1999: Hinterm Mond gleich links (3rd Rock from the Sun, Fernsehserie, Gastauftritt)
- 1999: Ein Wink des Himmels (Promised Land, Fernsehserie, Gastauftritt)
- 2000: Kelly sucht das Weite (Finding Kelly)
- 2000: Frankenstein lebt (Big Monster on Campus)
- 2000: Hoffnungslos verliebt (Whatever It Takes)
- 2002: Boston Public (Fernsehserie, Gastauftritt)
- 2003: American Angels – Erben kann so sexy sein! (Who’s Your Daddy?)
- 2004: Explosionsgefahr: Eine Stadt am Abgrund (Combustion, Fernsehfilm)
- 2004: Rodney (Fernsehserie, Gastauftritt)
- 2005: Kifferwahn (Reefer Madness)
- 2005: Veronica Mars (Fernsehserie, Gastauftritt)
- 2006: Liebe und Eis 2 (The Cutting Edge: Going for the Gold)
- 2007: Georgias Gesetz (Georgia Rule)
- 2007: Dark Mirror
- 2007: Daddy ohne Plan (The Game Plan)
- 2008: Chronic Town
- 2008: Red Canyon
- 2008: The Hottie & the Nottie – Liebe auf den zweiten Blick (The Hottie and the Nottie)
- 2009: Bones – Die Knochenjägerin (Bones, Fernsehserie, Gastauftritt)
- 2009: Rita Rockt (Rita Rocks, Fernsehserie, Gastauftritt)
- 2010: Navy CIS (NCIS, Fernsehserie, Episode 7x17)
- 2010: Valentinstag (Valentine’s Day)
- 2010: Du schon wieder (You Again)
- 2012: Uncharted Golden Abyss (Sprechrolle)
- 2011–2012, 2014: Melissa & Joey (Fernsehserie, 4 Episoden)
- 2012: Die Bestimmer – Kinder haften für ihre Eltern (Parental Guidance)
- 2012: Life’s a Beach
- 2012: Jewtopia
- 2013: The Frankenstein Theory
- 2014: Veronica Mars
- 2014: Female Moments (Fernsehserie, Episode 2x02)
- 2014: Somebody’s Mother (Kurzfilm)
- 2014: Ein Wunder zur Weihnachtszeit (Holiday Miracle)
- 2015: Helen Keller vs. Nightwolves
- 2015: The Leisure Class (Fernsehfilm)
- 2016: Mother’s Day – Liebe ist kein Kinderspiel (Mother’s Day)
- 2017: What I Really Wanna Say (Kurzfilm)
- 2017: Jimmy the Saint
- 2017–2018: Hollywood Darlings (Fernsehserie, 16 Episoden)
- 2018: The 5th Quarter (Fernsehserie, Episode 3x02)
- 2019: I Am That Man

Synchronsprecherin
- seit 2009: Family Guy (Fernsehserie)
- 2013, 2016: The Walking Dead (Staffel 2–3)
- 2014–2017: Clarence (Fernsehserie, 7 Episoden)
- 2016: Tom Clancy’s Rainbow Six Siege
- 2017: Mass Effect: Andromeda